# Décret du 17 juillet 1793
Décret du 25 août 1792
Abolition du principe « nulle terre sans seigneur »
Par le décret du 17 juillet 1793, la Convention nationale a aboli les privilèges féodaux sans contrepartie.

## Contexte

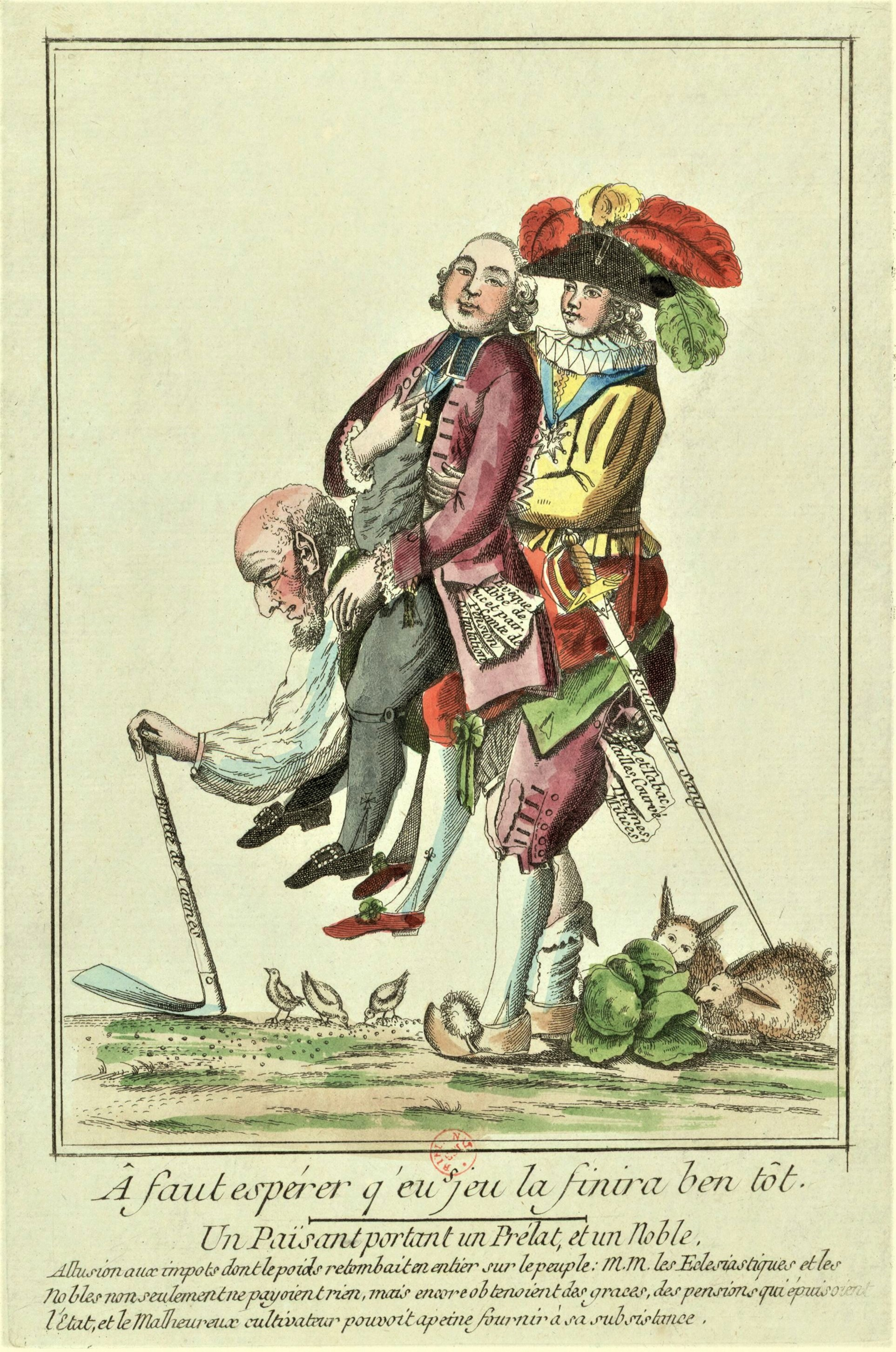
Eau-forte en couleur intitulée : « Â faut espérer q'eu s jeu la finira ben tôt »
Un païsan portant un Prélat et un Noble.
Allusion aux impôts dont le poids retombait en entier sur le peuple : M.M. les Eclésiastiques et les Nobles non seulement ne payoient rien, mais encore obtenoient des graces, des pensions qui épuisoient l'Etat et le Malheureux cultivateur pouvoit a peine fournir à sa subsistance.
Caricature anonyme, Paris, mai 1789

## Décret du 17 juillet 1793
Merci de procéder au transfert en conservant l'historique. 

## Portée et limites
Le décret du 17 juillet 1793 a ordonné que seront supprimés sans indemnité les redevances seigneuriales et droits féodaux, qu'ils soient censuels (annuels), fixes et casuels (occasionnels).

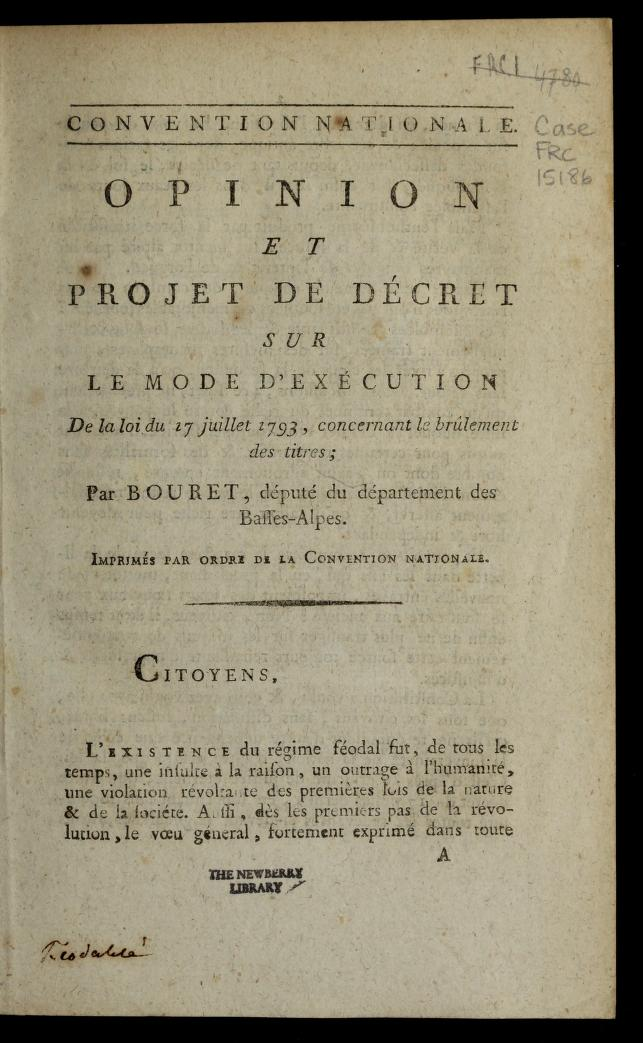
Opinion et projet de décret sur le mode d'exécution de la loi du 17 juillet 1793, concernant le brûlement des titres. De l'Imprimerie nationale, 1793

L'application du décret a cependant fait elle-même l'objet d'un décret : 

## Sources et références
1. ↑  Louis Rondonneau, Code rural et forestier, ou recueil des lois, arrêtés et décrets sur la police rurale, l'agriculture, le régime forestier etc. depuis 1789 jusqu'à 1810, Paris,  Garnery et Rondonneau & Dècle, 1810